# Zagrobla (powiat bialski)
Zagrobla – kolonia w Polsce położona w województwie lubelskim, w powiecie bialskim, w gminie Rossosz.
W latach 1975–1998 miejscowość administracyjnie należała do województwa bialskopodlaskiego.